# BECAUSE OF LOVE (HIMの曲)
「BECAUSE OF LOVE」（ビコーズ・オブ・ラヴ）は、1995年4月21日発売のHIMのデビュー・シングル。

## 解説
- 8cmCDシングル（短冊型）形態でリリース。
- “その都度その楽曲に合った様々なボーカリストをフィーチャリングしてゆく”という、音楽ユニットというよりは、携わる面子がその都度流動的に変化するという音楽プロジェクト寄りのスタンスでスタートしたHIMの記念すべきデビュー・シングル。
- 今作リリース時はまだそういう扱いではなかったが、“メインボーカル”のHIMSことSHIZUKAが制作準備のため仮上京した日にスタジオに連れて行かれ、その場で初めて曲を聞かされ、プリプロのつもりで何テイクか録音したものがそのまま商品化された。
- 当時“小室ブーム”という社会現象にまで及んだ、主にTRFなどの楽曲で耳馴染みの深い、小室哲哉が手がける王道小室サウンドを彷彿とさせる打ち込み系ダンスミュージックである。
- コーラスで高尾直樹が参加。
- カップリングとして収録されている表題曲のリミックス「BECAUSE OF LOVE(SHOWCASE MIX)」のMIX名は、メインボーカルのSHIZUKAが（後にSHUNGOも）Sony Music Entertainment(Japan) Inc.（ソニー・ミュージックエンタテインメント） SD(Sound Development)制作部主催の"SHOWCASE"を経てHIMに配属された経緯に所以している。

## 収録曲
1. BECAUSE OF LOVE
（作詞/作曲:HIM / 編曲:Y.MIZUSHIMA）
2. BECAUSE OF LOVE(SHOWCASE MIX)
（作詞/作曲:HIM / 編曲:Y.MIZUSHIMA）
3. BECAUSE OF LOVE(ORIGINAL KARAOKE)
（作曲:HIM / 編曲:Y.MIZUSHIMA）

## タイアップ
- TBS系TV '95 Jリーグ中継テーマソング

## 収録アルバム
- HIM 1stアルバム『HIMAX! GREATEST HITS AND MORE』（1996年2月1日）
  - ORIGINAL MIX
- HIM 2ndアルバム『HIMIX A2Z』（1997年6月21日）
  - SOUTHSIDE MIX